# Alberto Lattuada

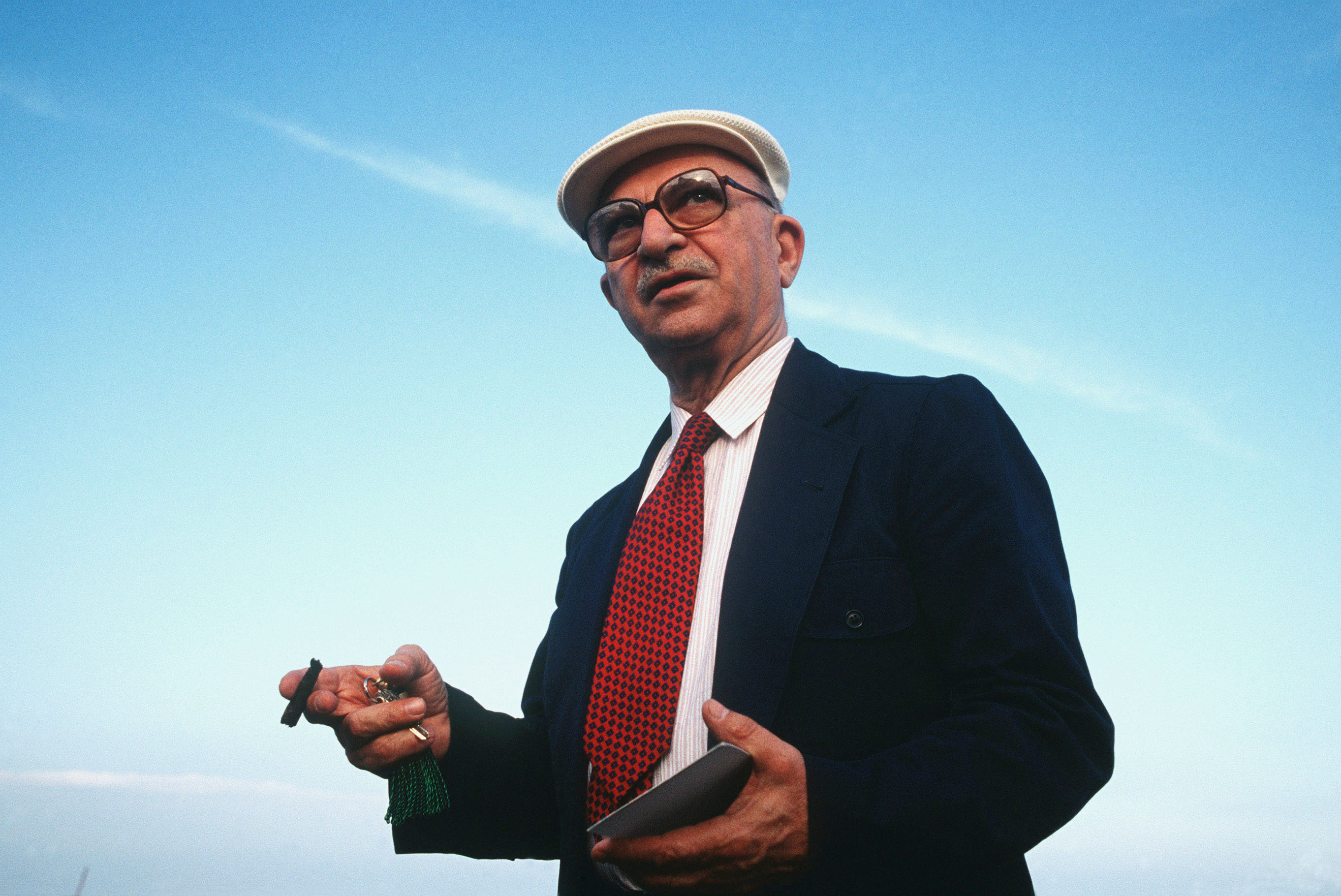
A Velencei fesztiválon 1991-ben

Alberto Lattuada (Milánó, 1914. november 13. – Róma, 2005. július 3.) olasz filmrendező, forgatókönyvíró, színész, és producer volt. Rajongott az irodalomért, a fényképészetért, és más művészetekért. Sok fontos irodalmi művet filmesített meg.
Mintegy félévszázados pályája során összesen 39 filmet készített, köztük neorelista filmeket, élesen szatirikus műveket, orosz irodalmi klasszikusok adaptációit is.
1951-ben a még kezdő Fellinivel közösen rendezte A varieté fényeit.

„Azt mondta, hogy „Gép indul! Tessék! Ennyi! Mindenki menjen a fenébe! Tessék!” Én meg ott álltam mellette a boldog felelőtlenség állapotában. ”

– Fellini

.

## Ismertebb filmjei
- A bandita (1946)
- Nincs irgalom (1948)
- A varieté fényei (1950) társrendező: Federico Fellini
- Körhinta (1951)
- A köpeny (1952)
- La Spiaggia (1954)
- Egy novícia levelei (1960) főszereplő: Jean-Paul Belmondo és Pascale Petit
- A maffia parancsára (1962)
- Mandragóra (1965)
- Jöjjön el egy kávéra hozzánk! (1970)
- A hosszú hétvége (1976)
- Kutyaszív (1976) - (Bulgakov kisregényéből)
- Női akt (1981)
- Kolumbusz (1985)
- Malom a Pón (1986)
- Tüske a szívben (1987)
- A bika (1994)